# Situationisterna
Situationisterna var en rörelse som startades av bland andra Asger Jorn och Guy Debord. Mellan 1957 och 1972 kallade sig rörelsen för den ”Situationistiska internationalen” (SI). Medlemmarna kallas ibland för ”situs”.

## Överblick

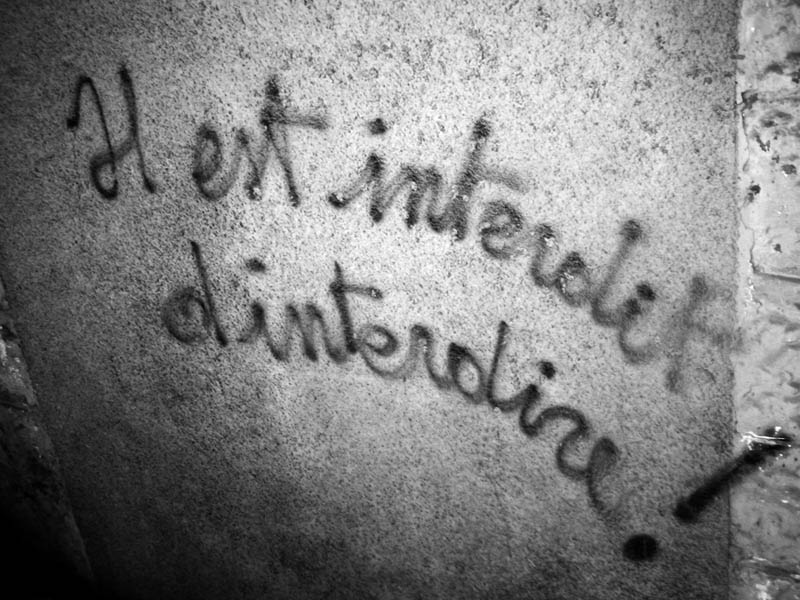
"Förbjudet att förbjuda!" Situationistisk slogan från Majrevolten på husvägg.

Situationisterna var en politisk/konstnärlig sammanslutning som verkade i flera länder kring mitten av 1900-talet. Situationisterna stod för en radikal frihetlig vänsterorienterad kritik av samhället. På många sätt var SI en uppdaterad frihetlig marxism. Mycket grundade sig i tanken på att kapitalet fått fullkomlig dominans och därigenom skapat total varufetischism vilket resulterar i ett skådespelssamhälle där människan bara är en passiv åskådare utan möjlighet till att ingripa. Detta var tankar som Debord skrev om i sin bok Skådespelssamhället som kom ut 1967. SI var i det närmaste hatiskt inställda till politiker och akademiska teorier, trots att det idag är svårt att inte se dem som en rörelse med rötterna i just de akademiska och politiska sfärerna. SI ses av många som en av de starkaste drivkrafterna bakom majrevolten i Frankrike 1968.

## Situationisterna och avantgardet
Influerade av Georg Lukács gjorde SI tidigt en historisk analys av de avantgardistiska rörelserna som exempelvis Dada och surrealismen. De ansåg att dessa rörelser misslyckats eftersom de faktiskt inte lyckats med att förändra världen. För SI var meningen med konst inte att skapa experimentella konstverk utan att producera revolutionära medvetanden. Debord menade att det kapitalistiska samhället hade neutraliserat alla tidigare försök att utmana borgerskapets hegemoni. Genom att den borgerliga klassen hade approprierat den avantgardistiska kulturen hade all konst, alla subversiva former och alla symboliska värden förvandlats till varor. Detta historiska ”faktum” kallade SI för återtagande, ”récuperation”.
Denna slutsats resulterade i en konflikt där den belgisk-franska delen av SI uteslöt den skandinavisk-tyska och konstorienterade delen ur SI kring 1962. Konsten tillhörde det förflutna och från och med nu skulle istället konsten förverkligas i den revolutionära praktiken. Man skulle ägna sig åt (anti)-konst. Tanken var att SI genom att själva appropriera skådespelssamhällets representationer skulle kunna skapa subversiva och kritiska effekter. Detta skulle göras inifrån och därför var medlemmarna tvungna att både kamouflera sina konstnärliga intentioner och i det närmaste bli osynliga i skådespelssamhället. På detta sätt ville man skapa en sorts konstnärliga terrorhandlingar. Denna metod för att återerövra konstens radikalitet kallades ”détournement”.
På grund av dessa radikala ställningstaganden har situationisterna i vissa läger helt förlorat sin status som konstnärlig rörelse eller ism och de menar att gruppen just bara var en politiskt revolutionär rörelse.
I början av 1970-talet fanns endast ett fåtal medlemmar kvar men i Sverige drev bland annat Jørgen Nash ”2:a situationistiska internationalen” på gården Drakabygget - de kallades även Bauhaussituationister och bestod till en början av medlemmar från SI som hoppat av eller uteslutits i början av 1960-talet.

## Dérive
Ett tidigt projekt som situationisterna ägnade sig åt kallades ”dérive”, vilket kan översättas med driva. Detta innebär att man vandrar omkring i stadslandskapet för att se hur de olika stadsmiljöerna påverkar sinnesstämningar och känsloliv. Man skulle stänga av de viljestyrda processerna och släppa fram ett lekfullt och konstruktivt beteende. Under vandringarna talade man med varandra om hur man upplevde olika saker och de blev på så sätt också ett instrument för att analysera sig själv. Ur detta utvecklades en teori om psykogeografi, det vill säga hur fysiska miljöer påverkar oss känslomässigt. SI menade att den modernistiska stadsplaneringen och arkitekturen bara bidrar till ett samhälle där människor blir allt mer isolerade. Den moderna staden reduceras till att bli en kuliss för konsumtion.